# Чернобай Андрій Петрович
Черноба́й Андрі́й Петро́вич (нар. 29 липня 1917, Андрієво-Зорине, (нині Березанський район, Миколаївська область — пом. 21 березня 1988, Ленінград) — радянський військовий льотчик, Герой Радянського Союзу (1943), під час Німецько-радянської війни заступник командира ескадрильї 875-го винищувального авіаційного полку 274-ї винищувальної авіаційної дивізії 1-го винищувального авіаційного корпусу 3-ї повітряної армії Калінінського фронту.

## Біографія
Народився 29 липня 1917 року в селі Андрієво-Зорине Березанського району Миколаївської області в селянській родині. Українець. Член ВКП(б) з 1942 року.
Закінчив 8 класів середньої школи. Працював судноскладальником на Чорноморському суднобудівному заводі в Миколаєві. Навчався літати в аероклубі імені Сигізмунда Леваневського.
У Червоній Армії з 1938 року. У 1940 році закінчив Одеську військову авіаційну школу льотчиків.
Учасник німецько-радянської війни з травня 1942 року. Воював на винищувачу Як-1 у складі 795-го винищувального авіаційного полку 15-ї ударної авіагрупи Кримського фронту.
З жовтня 1942 року — в складі 875-го винищувального авіаційного полку на Південно-Західному, Калінінському, Північно-Західному та Брянському фронтах.
Заступник командира ескадрильї 875-го винищувального авіаційного полку 274-ї винищувальної авіаційної дивізії 1-го винищувального авіаційного корпусу 3-ї повітряної армії Калінінського фронту лейтенант А. П. Чорнобай до січня 1943 року здійснив 90 бойових вильотів. У 40 повітряних боях особисто збив 11 і в групі 27 літаків супротивника.
До 1944 році особисто збив 22 ворожих літака, виконавши 270 успішних бойових вильотів.
У 1944 році був відкликаний з фронту і спрямований на льотно-випробувальну роботу.
Після війни продовжував службу у ВПС СРСР. З 1947 року майор А. П. Чорнобай — у запасі. До 1956 року продовжував займатися випробуваннями літаків. Жив у місті Ленінграді.
Помер 21 березня 1988 року.

## Нагороди
Указом Президії Верховної Ради СРСР від 22 лютого 1943 року старшому лейтенанту Чернобай Андрію Петровичу присвоєне звання Героя Радянського Союзу з врученням ордена Леніна і медалі «Золота Зірка» (№ 815).
Також нагороджений двома орденами орденами Вітчизняної війни 1-го ступеня, орденом Червоного Прапора, медалями.